# Isla Duiker
La Isla Duiker (en Afrikáans: Duikereiland; en inglés: Duiker Island ) es una isla de Sudáfrica en el Océano Atlántico. Posee una superficie de 0,4 hectáreas (0,99 acres) administrativamente hace parte de la Provincia Occidental del Cabo en la Bahía de Hout (Hout Bay), cerca de Ciudad del Cabo. Mide 77 metros por 95 metros. La isla es famosa por su fauna marina, básicamente por las aves y lobos finos, esta es visitada regularmente por turistas y fotógrafos en barco a través del Muelle de los Marineros (Mariner's Wharf) en la Bahía de Hout.